# ヒュー・フレイザー (外交官)

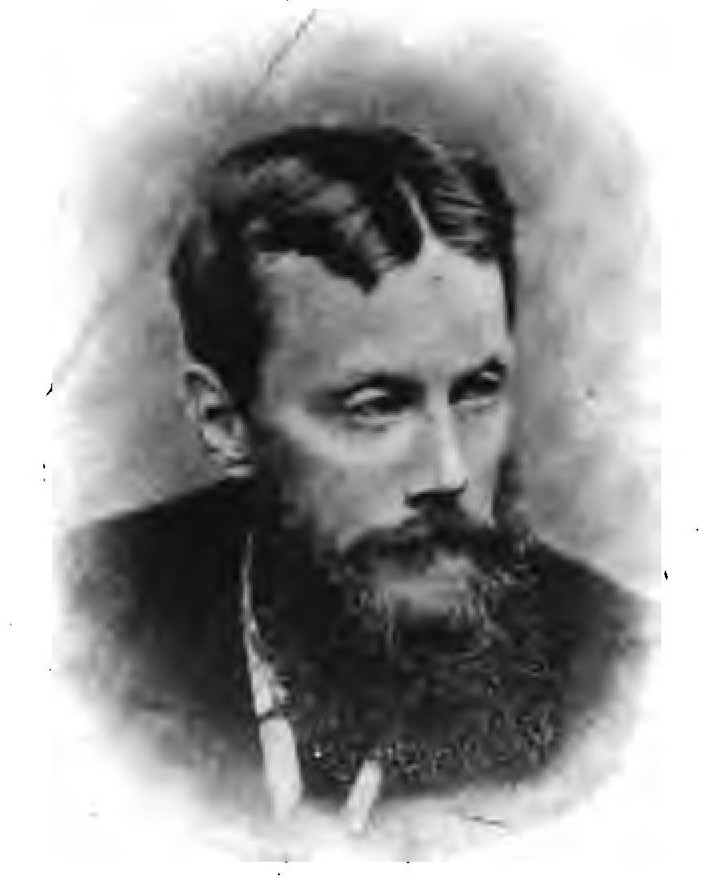
ヒュー・フレイザー

ヒュー・フレイザー（Hugh Fraser、1837年2月22日 – 1894年6月4日）は、英国の外交官。1889年から1894年まで駐日英国公使を務めた。
フレイザーは、特命全権公使として東京の英国公使館に勤務した。フレイザーは1894年7月16日に署名された日英通商航海条約（1858年に締結された不平等条約である日英修好通商条約の改訂）の一連の交渉にあたった。これは1899年の治外法権の撤廃につながるものであった。

## 経歴

### 日本着任まで
ヒュー・フレイザーは、スコットランド貴族を輩出した名家、フレーザー氏族（クラン・フレイザー）の分家たるバルネイン家（インヴァネス）の出身である。
1837年2月22日に生まれ、1849年から1854年までロンドン西部のイートン・カレッジで学んだ。卒業後の1855年1月にハーグの無給公使館員に任命されたが、翌月にはドレスデンに異動、さらに1857年8月にコペンハーゲンに異動した。1859年8月に有給公使館員になるための試験に合格し、1862年9月に中央アメリカの英国公使館に配属された。
その後フレイザーはストックホルム、北京およびローマで勤務した。1874年、イタリアでメアリー・クロフォード（Mary Crawford）と結婚。夫人は回想記『英国公使夫人の見た明治日本』によって、没後は夫より歴史上で有名になった。北京の代理公使に転任し、ウィーン、ローマ、サンチアゴと転勤し、1888年4月に在日公使を任命された。

### 駐日英国公使
フレイザーは1889年5月に、公使として東京に着任した。公使としての最大の問題は条約の改正であった。また在任中にコノート公アーサーが来日しており、その対応も行った。

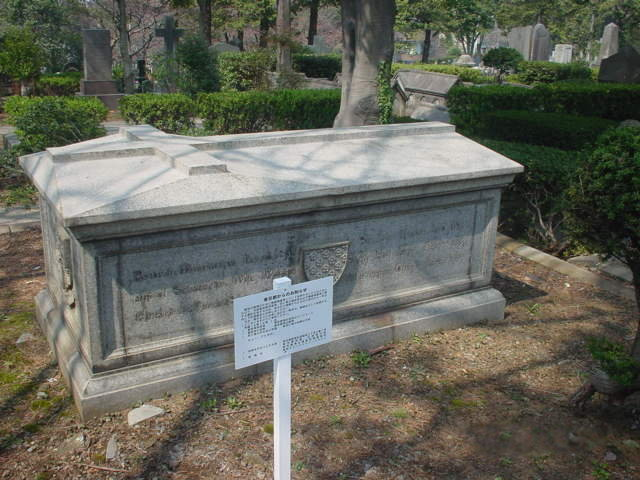
青山墓地 にあるフレイザーの墓

1893年6月には賜暇で一旦帰国し、翌年3月に東京に戻ったが、5月上旬に病気になった。エルヴィン・フォン・ベルツの治療を受けたが、1894年6月4日に亡くなった。57歳であった。葬儀は6月6日に行われ、青山墓地に埋葬された。葬儀の手配は建築家であるジョサイア・コンドルが行った。フレイザーは日本で在職中に亡くなった英国公使・大使としては唯一の人である。また、在任が短かったため、サーの称号も受けることができなかった。

## メアリー・クロフォード・フレイザー

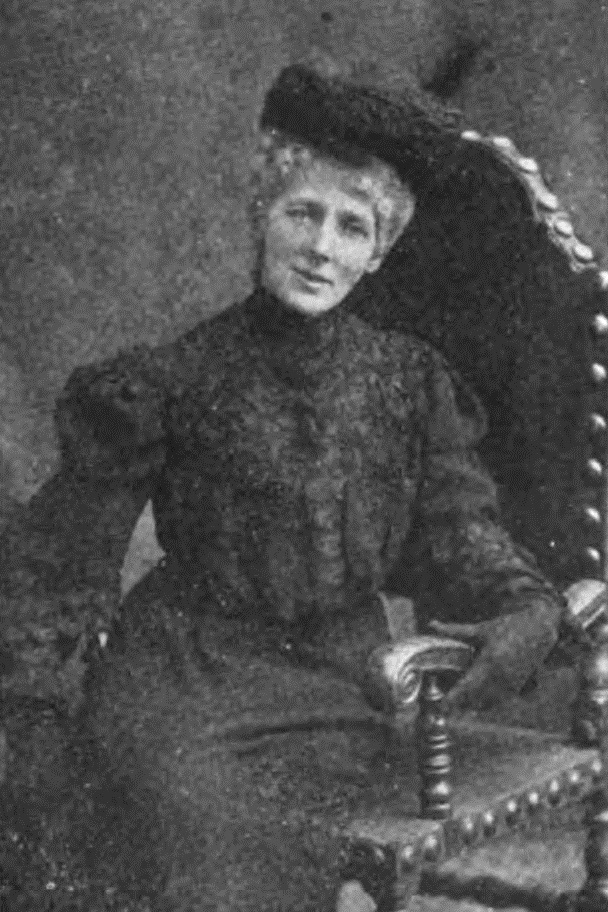
妻メアリー

妻のメアリー（Mary Crawford Fraser,1851−1922）は、アメリカ人彫刻家のトーマス・クロフォードと、名家ウォード一族サミュエル・ウォード（Samuel Ward）の娘ルイーザとの間に生まれる。ルイーザの姉に政治活動家のジュリア・ウォード・ハウがいる。幼少期を過ごしたローマで、デンマークの童話作家アンデルセンやヴィクトリア期詩人のブラウニング夫人と交流を持った。その後、母親の再婚で渡英し、スイスで2年過ごした後にローマに戻り、ローマ英国公使館の二等書記官だったヒュー・フレイザーと結婚。夫の赴任に伴って中国、ウィーン、ローマ、チリを経て来日し、5年間滞在した。この間、のちに尾崎行雄の妻となる英子セオドラ尾崎がメアリーの個人秘書を務めた。またのちに著名な美容家となるマリールイズは、1892年にメアリーとともに渡仏している。
夫の死後は英子とともにイタリアに戻り著述活動を行った。日本に関する著作も2冊あり、自分の本当の故郷は日本と南イタリアであると述べている。1899年に出した"A diplomat's wife in Japan : letters from home to home"は、改訂され1982年にニューヨークのウェザーヒル社から出版された。
邦訳版
- 『英国公使夫人の見た明治日本』（横山俊夫訳、淡交社、1988年）[4]。

## 軽井沢
フレイザーは、現在では日本で最も有名な別荘地の一つである軽井沢に最初期に別荘を建てた人物であり、かつ日本に駐在する外交官が別荘を所有した最初期の例である。軽井沢を開拓した英国公使館付きの牧師アレクサンダー・クロフト・ショーの勧めから1890年に旧軽井沢に土地を取得し宏壮な別荘を建て、夏に長期滞在した。メアリー夫人は軽井沢を大変気に入り、緑に包まれた別荘を”Palace of Peace”（平和の宮殿）と名付けた。ダックスフントの「ティプ・ティブ」やゴードン・セッターの「ゴードン」ら愛犬も揃って避暑へと向かい、ワインなどの食料雑貨を東京から運んで来客をもてなしたり、友人を尋ねたりした。その滞在の様子は彼女の手記『A Diplomatist's Wife in Japan: Letters from Home to Home』に詳細に記されており、避暑地草創期の別荘生活を知る貴重な資料となっている。
そして今、私は世界でもっともすばらしい書斎で書いています。頭上にはカラマツの枝が快い緑のアーチをつくっています。（中略）足の下には百層にもなるカラマツの葉が敷物を織りなしています。—メアリー・フレイザー『A Diplomatist's Wife in Japan: Letters from Home to Home』 （1899年）
外国人社会の頂点に位置する英国公使が軽井沢を訪れるようになったことは、軽井沢に上流階級の社交という機能が付け加えられたことを意味していた。フレイザー夫妻の滞在によって外国人の間で軽井沢の知名度は高まり、その後宣教師や外交官がこぞって訪れるようになった。

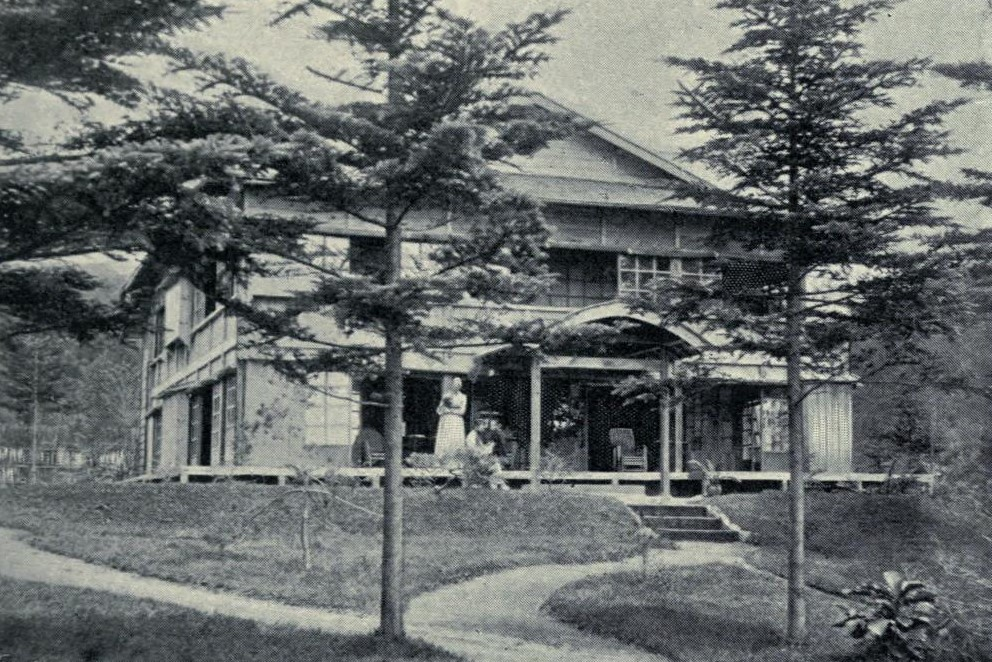
軽井沢の英国公使夏の別邸の正面
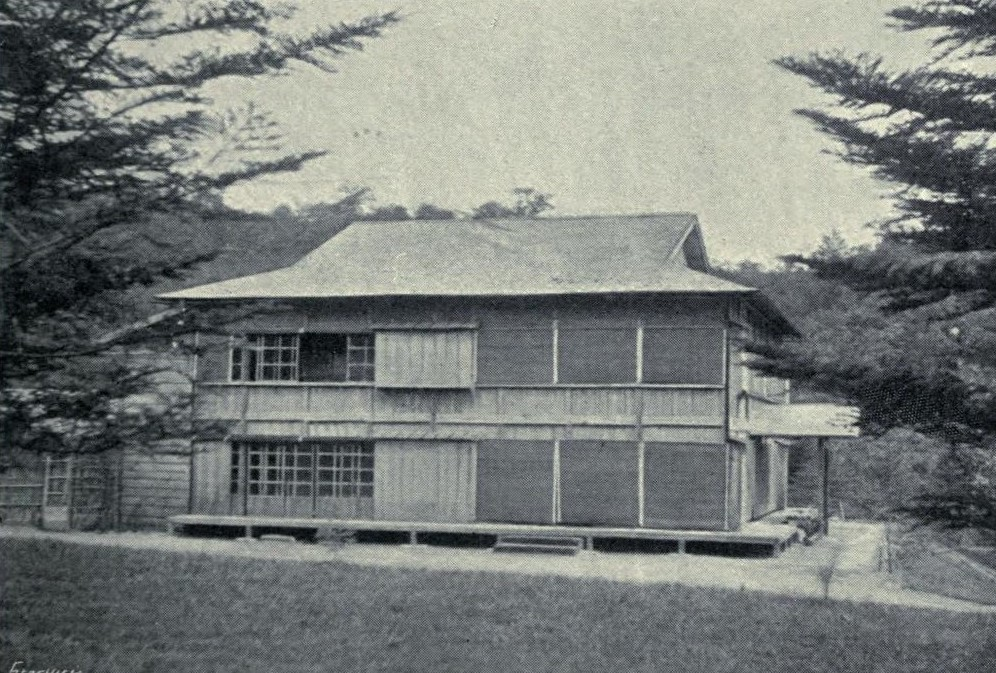
同背面。デザインは中禅寺湖畔の大使館別荘群と類似したものであった。